# Vimont (Calvados)
Vimont er en kommune i Calvados departementet i regionen Basse-Normandie.

## Geografi
Kommunen ligger ved porten til Pays d'Auge på Caen-sletten, hvor der foregår intensiv kornavl.
Vimont består af et netværk af kanaler, som blev gravet i det 17. og 18. århundrede herunder "Grand canal Oursin". Et stort antal diger gav mulighed for at udvikle jagt på trækfugle.

## Historie
Oprindeligt lå landsbyen Vimont i nærheden af den nuværende gård Brasier, men i 17. og 18. århundrede blev landsbyen og dens kirke (som blev ødelagt i 1704) flyttet mod kongevejen (i dag Route Nationale 13) nogle hundrede meter borte.
Under 2. verdenskrig blev Vimont fuldstændig besat i slutningen af 1943. Lige indtil invasionen holdt den tyske 21. panserdivision, som var placeret syd for Caen, området besat. Det 125. pansergrenaderregiment under oberst Hans von Luck, var placeret i Vimont med støtte fra to kompagnier stormartilleri.
Senere, på grund af et allieret fremstød for at etablere et brohoved øst for Orne-floden, blev regimentet flyttet mod Caen og blev den 19. juli 1944 afløst af 12. SS panserdivision.
På grund af dens strategiske position ved jernbanen var Vimont et vigtigt mål under operation Goodwood for Guards divisionen i 2. britiske armé. Det var imidlertid først den 10. august, at canadiske og britiske tropper kunne befri Vimont efter hårde kampe mod 12. SS panserdivision.

## Seværdigheder og monumenter
- Mindesten for slaget ved Val-ès-Dunes i 1047 af hertugen Vilhelm Erobreren
- Slottet St. Pierre Oursin, som i dag er omdannet til boliger.

## Personligheder fra kommunen
- Monsieur de Mezy, guvernør af Canada under Ludvig 14. var søn af Saffray seigneur de Vimont.

## Eksterne kilder
- Wikimedia Commons har flere filer relateret til Vimont (Calvados)
- Vimont på l'Institut géographique national Arkiveret 14. marts 2007 hos  Wayback Machine